# Markus Schauta
Markus Schauta (* 9. Jänner 1976 in St. Veit an der Glan) ist ein österreichischer Journalist und Autor.

## Leben
Markus Schauta studierte Geschichte, Archäologie und Religionswissenschaft mit dem Schwerpunkt Islam in Wien und Graz. 2009 bis 2013 war er Mitherausgeber und Redakteur der Zeitschrift über.morgen. Seit 2011 ist er als freier Journalist für österreichische und deutsche Tageszeitungen und Magazine tätig. Regelmäßige Veröffentlichungen von Nahost-Reportagen, Kommentaren und Interviews u. a. in der Wiener Zeitung, Die Welt, Der Standard, News, Die Furche und zenith. Außerdem Publikation von Storys in diversen Literaturzeitschriften (u. a. Lichtungen, Wienzeile, Literatur und Kritik und Rokko’s Adventures). Im Jahr 2015 wurde er mit dem Dr.-Karl-Renner-Publizistikpreis ausgezeichnet.

## Auszeichnungen
- 2013: New Media Journalism Award (Nachwuchspreis) mit der Redaktion der Zeitschrift über.morgen
- 2015: Dr.-Karl-Renner-Publizistikpreis (Kategorie Print)

## Werke
- Die ersten Jahrhunderte christlicher Pilgerreisen im Spiegel spätantiker und frühmittelalterlicher Quellen. Lang, Frankfurt am Main u. a. 2008, ISBN 978-3-631-56437-0.